# Dieta Budwig
La dieta Budwig è un regime alimentare incentrato sul consumo regolare di cibi ricchi di acidi grassi essenziali, in particolare acido linolenico. È stata proposta nel 1952 dalla farmacista tedesca Johanna Budwig (Essen 30 settembre 1908 - Freudenstadt 19 maggio 2003), la quale asseriva che avesse un effetto anti-cancro.
Tuttavia non vi è alcuna prova attendibile a sostegno delle affermazioni della Budwig e non c'è nessuna prova scientifica che certifichi la positività della dieta Budwig per le persone con il cancro.

## La Dieta Budwig
Il regime alimentare della Budwig è incentrato su:
-Olio di semi di lino (ammessi anche girasole, soia, papavero, noce e mais) spremuto a freddo e non raffinato (ricco di omega 3 e 6) sempre appaiati a cibi contenenti un alto quantitativo di proteine ricche di zolfo
-Formaggio in fiocchi a basso tenore di grassi (ricco di omega 3 e 6), latte, yogurt, e lievito di birra (fonti di vitamine del gruppo B)
-Succhi di verdura, specialmente carote e uva nera (ricchi di polifenoli quali il resveratrolo)
-Verdure tipo cipolle, porri, erba cipollina, datteri, fichi, pere, mele, aglio e uva. Anche il miele è indicato
Stando a tale dieta, Il fabbisogno giornaliero di una persona è di circa 125 gr di formaggio magro in fiocchi amalgamato bene con 2 cucchiaini di olio di semi di lino e 40 ml di latte a cui si può aggiungere miele e frutta o verdure.
La dieta bandisce il consumo di grassi animali e di grassi idrogenati, di cibi ricchi di conservanti, di carni e specialmente dello zucchero raffinato. Secondo la Budwig, i benefici fermenti del cibo vengono distrutti dal calore o dalla bollitura degli oli nei cibi e dai nitrati utilizzati per conservare le carni.
Stando alle teorie della Budwig, i due acidi grassi insaturi possiedono un triplo legame ad alta energia che influenzerebbe le membrane cellulari aumentando il trasporto e l'assimilazione dell'ossigeno. L'idea della Budwig è che gli acidi grassi omega-3 e omega-6 assieme a proteine ricche di amminoacidi solforosi (come la cisteina ad esempio) agiscano per riparare le pareti cellulari danneggiate e influenzino la comunicazione chimica tra cellule tumorali fino al punto in cui queste smettano di comportarsi da cellule tumorali interrompendo il processo di rigenerazione.
La Budwig sosteneva che questa dieta curasse o potesse prevenire molte forme tumorali, in particolare il tumore della mammella e il tumore della prostata, e un lungo elenco di altre malattie degenerative, comprese le malattie cardiovascolari e le malattie della pelle. Secondo Budwig la dieta sarebbe sia un mezzo preventivo sia curativo: l'assenza di acidi linoleico/linolenico nella dieta occidentale media sarebbe responsabile della produzione di ossidasi, che induce la crescita di cellule tumorali ed è la causa di molti altri disturbi cronici.

## Critiche
Tale teoria si basa su una profonda ignoranza dei meccanismi patologici alla base delle neoplasie e, in misura minore, delle malattie degenerative, comunque giustificata dall'epoca storica in cui è stata formulata.
In prima battuta, la Budwig riteneva, a torto, che per l'oncogenesi fosse necessario un ambiente basofilo e povero di ossigeno. Nella realtà dei fatti, i tumori sono particolarmente avidi di ossigeno come si può vedere dalla frequente espressione e sovrastimolazione di VEGF e EGRF. La mancata o insufficiente neoangiogenesi nei tumori rende ragione della necrosi intratumorale che è sovente riscontrabile nelle neoplasie a più rapida crescita, inoltre alcuni tumori sono caratterizzati dalla presenza di pattern istologici ricchissimi di vasi per soddisfare le proprie esigenze di ossigeno (ad esempio, il pattern di crescita chicken wire tipico del carcinoma a cellule chiare del rene). Per chiarire del tutto questo punto, basti pensare che le nuove terapie biologiche come il bevacizumab, generalmente più efficaci e meno pesanti per il paziente della classica chemioterapia, agiscono proprio limitando la formazione di nuovi vasi sanguigni e di conseguenza i flussi di ossigeno al tumore.
Secondariamente, la sua idea di un tumore dovuto a segnali chimici tra cellule non tiene per nulla conto degli sviluppi moderni in campo genetico per quanto riguarda la genetica molecolare. Ad oggi, sappiamo con certezza che le neoplasie hanno espansione clonale e che il comportamento aberrante è dovuto a mutazioni presenti nel genoma di tutte le cellule neoplastiche e correlate in modo specifico a ciascun tipo di neoplasia (ad esempio, un linfoma follicolare presenterà sempre una traslocazione del gene BCL2 sul locus delle catene pesanti delle immunoglobuline). Una cellula neoplastica segue una condotta aberrante a prescindere da ciò che le sta intorno perché ha perso la capacità di andare in apoptosi a seguito dei segnali inviati dalle altre cellule. La componente ormonale è alla base di alcune manifestazioni tipiche delle neoplasie o dell'espansione di alcune popolazioni sane parallelamente alla neoplasia (ad esempio, l'infiltrato granulocitario nei linfomi di Hodgkin o della duplice componente dei fibroadenomi e tumori filloidi) ma non dell'oncogenesi stessa.
Per concludere, c'è chi ha proposto di spezzare una lancia in favore degli acidi insaturi per quanto riguarda le malattie cardiovascolari, citando il paradosso inuit per mostrare gli effetti benefici sul cardiovascolare di una dieta ricca di grassi insaturi. Tuttavia, anche quest'ultimo assunto non ha trovato conferma negli studi osservazionali condotti a partire dagli anni 2000, anzi tra gli Inuit il tasso di malattie cardiovascolari è doppio rispetto alle popolazioni non artiche.